# Mudhoney
Mudhoney er et amerikansk rockband, der blev dannet i Seattle, Washington i 1988. Medlemmerne er sanger og rytmeguitarist Mark Arm, leadguitarist Steve Turner, bassist Guy Maddison og trommeslager Dan Peters. Den oprindelige bassist Matt Lukin forlod bandet i 1999, men vendte tilbage i 2000 for en turné, der varede indtil januar 2001.
Mudhoney har været en inspiration og indflydelse for mange rockmusikere, især Kurt Cobain fra Nirvana. Bandet har til dato udgivet elleve studiealbum, fire opsamlingsalbum, fire EP'er og et livealbum.

## Diskografi
Studiealbum
- Superfuzz Bigmuff (1988)
- Mudhoney (1989)
- Every Good Boy Deserves Fudge (1991)
- Piece of Cake (1992)
- My Brother the Cow (1995)
- Tomorrow Hit Today (1998)
- Since We've Become Translucent (2002)
- Under a Billion Suns (2006)
- Vanishing Point (2013)
- Digital Garbage (2018)
- Plastic Eternity (2023)